# Estádio Municipal Homero Soldatelli
O Estádio Municipal Homero Soldatelli é um estádio de futebol localizado na cidade de Flores da Cunha, no estado do Rio Grande do Sul. Tem capacidade para 1.500 pessoas. Em 2016, foi casa da Apafut/Flores da Cunha.
Sediou um jogo do Campeonato Gaúcho de primeira divisão de 2021. Com vitória do Esporte Clube São Luiz sobre o Esporte Clube Juventude por 2 a 1. 
Atualmente, recebe jogos das categorias de base do Juventude.